# Laminy
Laminy – rodzaj białek fibrylarnych pełniących w jądrach komórkowych funkcje strukturalne i regulacyjne podczas mitozy. Są trudno rozpuszczalne, a ich ciężar cząsteczkowy wynosi 60–75 kDa.
Wyróżnia się trzy zasadnicze typy: A, B i C (u żaby szponiastej zidentyfikowano 4 typy). Jądra komórkowe poszczególnych organizmów charakteryzują się różną ilością typów lamin – dojrzały oocyt ma 1 typ, a wiele komórek ssaków posiada po 3 typy. Laminy podlegają potranslacyjnym modyfikacjom, np. fosforylacji, metylacji, glikozylacji lub geranylacji. Laminy oddziałują z wewnętrzną błoną jądrową za pomocą białek receptorowych. Umożliwiają utrzymanie porów jądrowych w danym miejscu. Laminy należą do białek tzw. filamentów pośrednich typu V, o długości ok. 50 nm. Laminy zbudowane są z 2 łańcuchów polipeptydowych o strukturze helisy alfa, skręconych wokół siebie równolegle. Każdy polipeptyd składa się z 3 domen: N-końcowej (tzw. głowy), wewnętrznej domeny pałeczkowatej i C-końcowej (tzw. ogon – miejsce ewentualnej geranylacji).